# سینکنه (توئسه)

سینکنه شهری در شهرستان توئسه در استان بازگا در بورکینافاسوی مرکزی است و جمعیت آن ۸۵۳ نفر است.